# Karlivka
Karlivka (ukrainsk: Карлівка ukrainsk udtale: [ˈkɑrl⁽ʲ⁾iu̯kɐ]; russisk: Карловка) er en by og det administrative centrum af Karlivka rajon, Poltava oblast, Ukraine. 
Byen har  14.172 indbyggere.
Byen er en industri- og landbrugsby med flere store virksomheder indenfor fødevareindustri og maskinfabrikation.

## Gallery
- Fra den centrale del af Karlivka
- Typisk gade iKarlivka
- Motorsport
- Indgangen til Mashbud
- Monument for Taras Sjevtjenko
- Rådhus